# Pink Sweats
Pink Sweats, pseudonimo di David Bowden (Filadelfia, 14 febbraio 1992), è un cantautore e produttore discografico statunitense.
Legato ad Atlantic Records, nel corso della sua carriera ha pubblicato un album in studio e diversi EP, riuscendo ad entrare nelle classifiche album di USA e Canada. Il suo singolo di debutto Honesty è stato certificato platino in USA.

## Biografia

### Formazione
Cresciuto in una famiglia fortemente influenzata dal cristianesimo (suo padre è un pastore, sua madre una cantante gospel), Bowden non ha avuto modo di ascoltare musica differente da quella cristiana fino all'età di 17 anni, momento in cui ha iniziato ad ascoltare artisti come Kanye West e 50 Cent. Raggiunta la maggiore età, Bowden ha sofferto di acalasia e ha combattuto contro la malattia per tre anni: archiviata questa esperienza, ha deciso di dedicarsi alla musica a tempo pieno. In questa fase ha scelto Pink Sweats come proprio nome d'arte ispirandosi al suo stesso stile d'abbigliamento: l'artista era infatti solito portare sempre pantaloni rosa.

### Attività musicale
Nel 2018 inizia a lavorare come paroliere e produttore per gli Sound Stigma Studios, avendo modo di lavorare su differenti generi musicali: fra gli artisti con cui lavora troviamo il duo country Florida Georgia Line e la rapper Tierra Whack. Sempre nel 2018 firma un contratto con Atlantic Records e pubblica il suo singolo di debutto Honesty che, grazie anche al supporto di un remix ufficiale con Jessie Reyez, viene certificato platino in USA. Seguono altri singoli e gli EP Volume 1 e Volume 2, entrambi pubblicati via Atlantic e Human Re Sources rispettivamente nel 2018 e nel 2019. Sempre nel 2019 realizza una collaborazione col rapper Wale e una (postuma) col cantante Donny Hathaway.
Nel 2020 pubblica l'EP The Prelude, questa volta soltanto via Atlantic, per poi pubblicare il singolo At My Worst in collaborazione con Kehlani come primo estratto dal suo album di debutto, riuscendo ad entrare in diverse classifiche. Nel febbraio 2021 pubblica il suo album d'esordio Pink Planet, che raggiunge la numero 133 nella classifica album statunitense e alla numero 91 nella classifica album canadese. Nel maggio 2021 collabora con Bebe Rexha e Lunay nel brano On the Go. Nel gennaio 2022 pubblica l'EP di 8 tracce Pink Moon.

## Vita privata
Dal marzo 2021 è fidanzato ufficialmente con la cantante e ballerina Moila De La Torre, conosciuta anche con lo pseudonimo di JL Bunny.

## Discografia

### Album in studio
- 2021 – Pink Planet

### EP
- 2018 – Volume 1
- 2019 – Volume 2
- 2020 – The Prelude
- 2022 – Pink Moon

### Singoli
- 2018 – Honesty
- 2018 – No Replacing You
- 2018 – Drama
- 2019 – I Know
- 2019 – Coke & Henny, Pt. 1
- 2019 – Coke & Henny, Pt. 2
- 2019 – I Wanna Be Yours (feat. Crush)
- 2019 – This Christmas (feat. Donny Hathaway)
- 2020 – Only a Foot (feat. Galantis e Ship Wreck)
- 2020 – 17
- 2020 – Icy
- 2020 – At My Worst (feat. Kehlani)
- 2021 – Heaven
- 2021 – Nothing Feels Better